# レーサーミニ四駆
レーサーミニ四駆（レーサーミニよんく）はタミヤが販売しているミニ四駆シリーズである。単三電池2本を使用する。

## 機構
シャーシ
タイプ1/タイプ3、タイプ2/タイプ4、タイプ5、ゼロ、FM、VS、スーパーTZ-X、スーパーXX、スーパーII、AR、VZシャーシ
電池
単三電池2本を使用する。
ギヤ・モーター
基本的にプロペラシャフトを使うミニ四駆と互換性がある。
シャフト
オンロードタイプのミニ四駆と互換性がある。